# Lipaza
Lipáze so encimi (kvasine), ki hidrolizirajo estre, predvsem trigliceride, v maščobne kisline ter digliceride, monogliceride in glicerol. Lipaze razgrajujejo maščobe v zaužiti hrani v želodcu, dvanajstniku in tankem črevesu. Najpomembnejša je lipaza trebušne slinavke (pankreasna lipaza), ki za aktivacijo potrebuje soli žolčnih kislin. 
Lipaze se nahajajo tudi v maščobnem tkivu, jetrih, semenih rastlin, mikroorganizmih. 
Ker hidrolizirajo estre, sodijo med esteraze. Njim sorodne so fosfolipaze, ki hidrolizirajo fosfolipide, predvsem v jetrih, trebušni slinavki, rastlinah, čebeljem in kačjih strupih, mikroorganizmih. 
Lipaze se uporabljajo tudi v stereoselektivni sintezi.